# 關本昌平
關本昌平（せきもと しょうへい、1985年4月10日—）是一位日本鋼琴家，曾在2005年蕭邦國際鋼琴比賽獲得第4名的成績。

## 生涯
關本昌平出身於大阪府豐能郡豐能町，5歲時開始學習鋼琴，畢業於桐朋女子高等学校音樂科。他現在於桐朋学園大学就讀。

## 成就
- 1995年：Pitina鋼琴大賽B級金獎
- 1996年：Pitina鋼琴大賽C類銅獎
- 1997年：Pitina鋼琴大賽D級銀獎
- 1998年：Pitina鋼琴大賽E級銀獎
- 1998年：第三屆國際學生競賽神戶兵庫縣知事獎
- 2000年：蕭邦國際鋼琴比賽（初中部）金獎
- 2000年：Pitina鋼琴大賽G級金獎
- 2001年：Pitina鋼琴比賽協奏曲類最佳獎
- 2003年：Pitina鋼琴比賽一等獎和福田靖子獎
- 2003年：第五屆濱松國際鋼琴賽第四名的成績
- 2004年：第八屆松堂音樂獎特等獎
- 2005年：第二屆國際蕭邦鋼琴賽派遣比賽金牌
- 2005年：第五屆摩洛哥國際音樂大賽冠軍
- 2005年：第15屆蕭邦國際鋼琴大賽第四名
- 2006年：第32屆日本蕭邦協會獎和青山音樂新人獎

## 外部連結
- 関本昌平公式ウェブサイト （页面存档备份，存于）
- 関本昌平プロフィール紹介
- マクセル社のインタビュー